# Дужац Мали
Дужац Мали је мало ненасељено острво у хрватском делу Јадранског мора.
Дужац Мали налази се у Пашманском каналу 1,5 км југозападно од насеља Пашман на истоименом острву. Површина острва износи 0,026 км². Дужина обалске линије је 0,9 км.. Највиши врх на острву је висок 8 метара.